# Joan Alcover
Joan Alcover y Maspons, meglio conosciuto come Joan Alcover (Palma di Maiorca, 1854 – 1926), è stato un poeta, saggista e politico spagnolo.
Frequentò la scuola dell'obbligo con altri membri della cosiddetta "Scuola di Maiorca", come Miguel Costa y Llobera e Antonio Maura: loro maestro fu Josep Lluís Pons i Gallarza. Studiò poi giurisprudenza a Barcellona, dove si laureò nel 1878. Ritornò a Palma, dove esercitò la professione di avvocato.
Nel 1909 fu proclamato Mestre en Gai Saber, titolo con cui veniva indicato il vincitore di tre premi ai Juegos Florales (versione moderna degli antichi floralia). Nel 1919, si aggiudicò il premio Fastenrath.
Nel 1951, fu pubblicata postuma un'edizione delle Opere complete.
Molte delle sue poesie sono state tradotte in altre lingue, altre sono state musicate: suo è il testo de La Balanguera (musicato da Vives Amadeu), dal 1996 inno nazionale di Maiorca.
Gli è stato dedicato l'asteroide 257084 Joanalcover.

## Opere in catalano
- La Balanguera (inno ufficiale di Maiorca)
- La Serra (poema), omaggio a Miguel Costa y Llobera
- La deixa del genio (1905)
- Cap al Tard (1909)
- Poemi biblici (1918)

## Opere in spagnolo
- Poesie (1887)
- Nuove poesie (1892)
- Poesie e armonie (1894)
- Meteore (1901)